# Hippie Killer
 (juillet 2019).
Albums de Bongripper
The Great Barrier Reefer
(2006) Heroin
(2007)
Hippie Killer est le deuxième album du groupe Bongripper, sorti le 20 juin 2007. Il contient 10 pistes distinctes dont 4 interludes et une prologue.

## Style musical
Musicalement, Hippie Killer a beaucoup plus de variété que le précédent album du groupe, The Great Barrier Reefer. Certaines pistes incorporent des éléments d'autres genres tels que l'ambient (Orasia) et le drone metal (Thanks for Sticking Around)[Interprétation personnelle ?][source secondaire nécessaire].
En outre, la quatrième chanson, Terrible Bear Attack, est la seule chanson à être chantée et est plus rapide que le reste de l'album[pertinence contestée][source secondaire nécessaire].

## Liste des titres
| 1.    | Tranny Ride                                | 2:09  |
| 2.    | Reefer Sutherland                          | 16:12 |
| 3.    | Orasia                                     | 3:30  |
| 4.    | Terrible Bear Attack                       | 2:52  |
| 5.    | J m'appelle                                | 1:39  |
| 6.    | The People Mover                           | 10:21 |
| 7.    | Droid Developer                            | 4:22  |
| 8.    | Charlie, Burt Reynolds Has Got Shit on You | 17:46 |
| 9.    | Thanks for Sticking Around                 | 8:01  |
| 10.   | Her Highness                               | 13:02 |
| 79:54 |                                            |       |

## Personnel
- Nick Dellacroce – guitare
- Dennis Pleckham – guitare
- Ronald Petzke – basse
- Daniel O'Connor – batterie